# Hillsong: Let Hope Rise
Pour plus de détails, voir Fiche technique et Distribution.
Hillsong: Let Hope Rise est un film documentaire américain écrit et réalisé par Michael John Warren, sorti en 2016 et dont le sujet est le groupe de rock chrétien évangélique Hillsong United.

## Synopsis
Le documentaire suit les membres d'Hillsong United lors d'un concert aux USA, le 23 octobre 2014 au Forum arena de Los Angeles, avec 17 000 personnes. Il est aussi question de l'album en préparation  "Empires", sorti en mai 2015,.

## Distribution
- Michael Guy Chislett : lui-même
- Matt Crocker : lui-même
- Adam Crosariol : lui-même
- Jonathon Douglass : lui-même (comme JD)
- Jad Gillies : lui-même
- Bobbie Houston : elle-même
- Brian Houston : lui-même
- Joel Houston : lui-même
- Simon Kobler : lui-même
- Taya Smith : elle-même
- Benjamin Tennikoff : lui-même
- Dylan Thomas : lui-même